# Nationaal park Pacaás Novos
Nationaal park Pacaas Novos is een nationaal park in Brazilië. Het heeft een oppervlakte van 7648 km2 en ligt in de staat Rondônia, tussen de gemeenten Guajará-Mirim, Nova Mamoré, Campo Novo, São Miguel do Guaporé, Monte Negro, Governador Jorge Teixeira, Alvorada d'Oeste en Mirante da Serra.

## Flora en fauna
De vegetatie vormt een mozaïek van savanne en Amazonewoud. De fauna is zeer divers en bevat dieren van de Amazone en de Cerrado. Er zijn vogels zoals verschillende  papegaaiachtigen, toekans, havik, parkiet, koningsgier en vele anderen. De zoogdierfauna omvat onder andere jaguar, poema, ocelot, tapir, verschillende soorten apen, gordeldieren en miereneters.